# Ambroży Mieroszewski
Ambroży Mieroszewski (1802 – Varsavia, 27 gennaio 1884) è stato un pittore polacco che fu il primo ritrattista noto di Fryderyk Chopin.

## Biografia
Mieroszewski era attivo a Varsavia, nel Regno di Polonia, almeno già nel 1829.

## Opere
Le opere di Mieroszewski comprendevano ritratti ad olio, dipinti nel 1829, del compositore Fryderyk Chopin (il suo primo ritratto conosciuto), dei suoi genitori Nicolas Chopin (1771–1844) e Justyna Chopin, nata Krzyżanowska (1782–1861), della sorella maggiore di Fryderyk (com'era allora) Ludwika (1807–1855) e di sua sorella minore Izabela (1811–1881). Nello stesso anno Mieroszewski dipinse anche un ritratto del primo insegnante di piano professionale di Fryderyk, Wojciech Żywny.
Tutti e sei i ritratti erano di proprietà di Laura Ciechomska di Varsavia quando furono persi nei giorni iniziali della seconda guerra mondiale, nel settembre del 1939. Sopravvivono solo fotografie in bianco e nero, sebbene siano stati fatti tentativi di ricostruire i dipinti a colori: il ritratto di Fryderyk, nel 1968 da parte di Anna Chamiec; degli altri membri della famiglia Chopin nel 1969 da parte di Jan Zamoyski e di Wojciech Żywny nel 1969 da Jadwiga Kunicka-Bogacka.

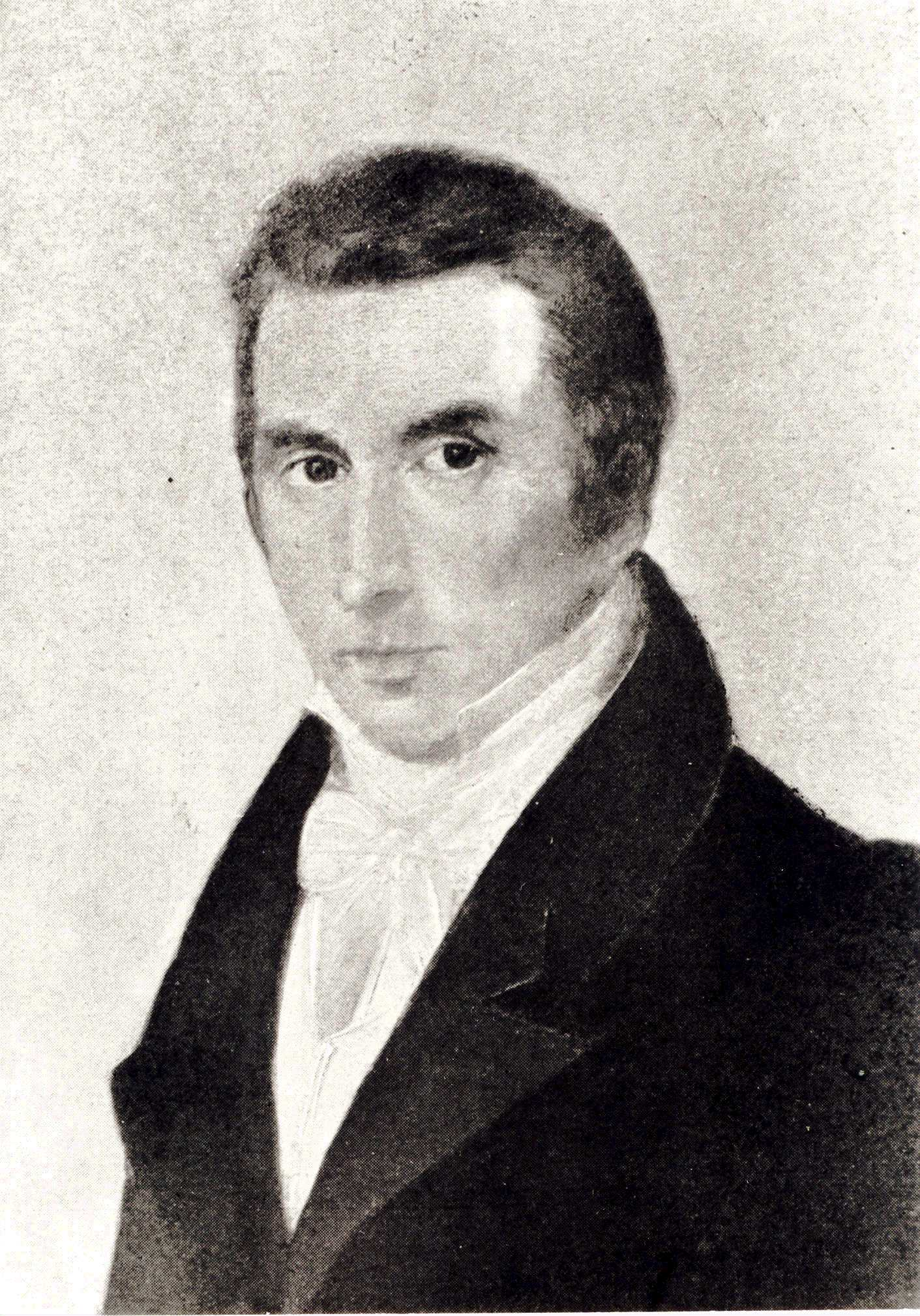
Nicolas Chopin
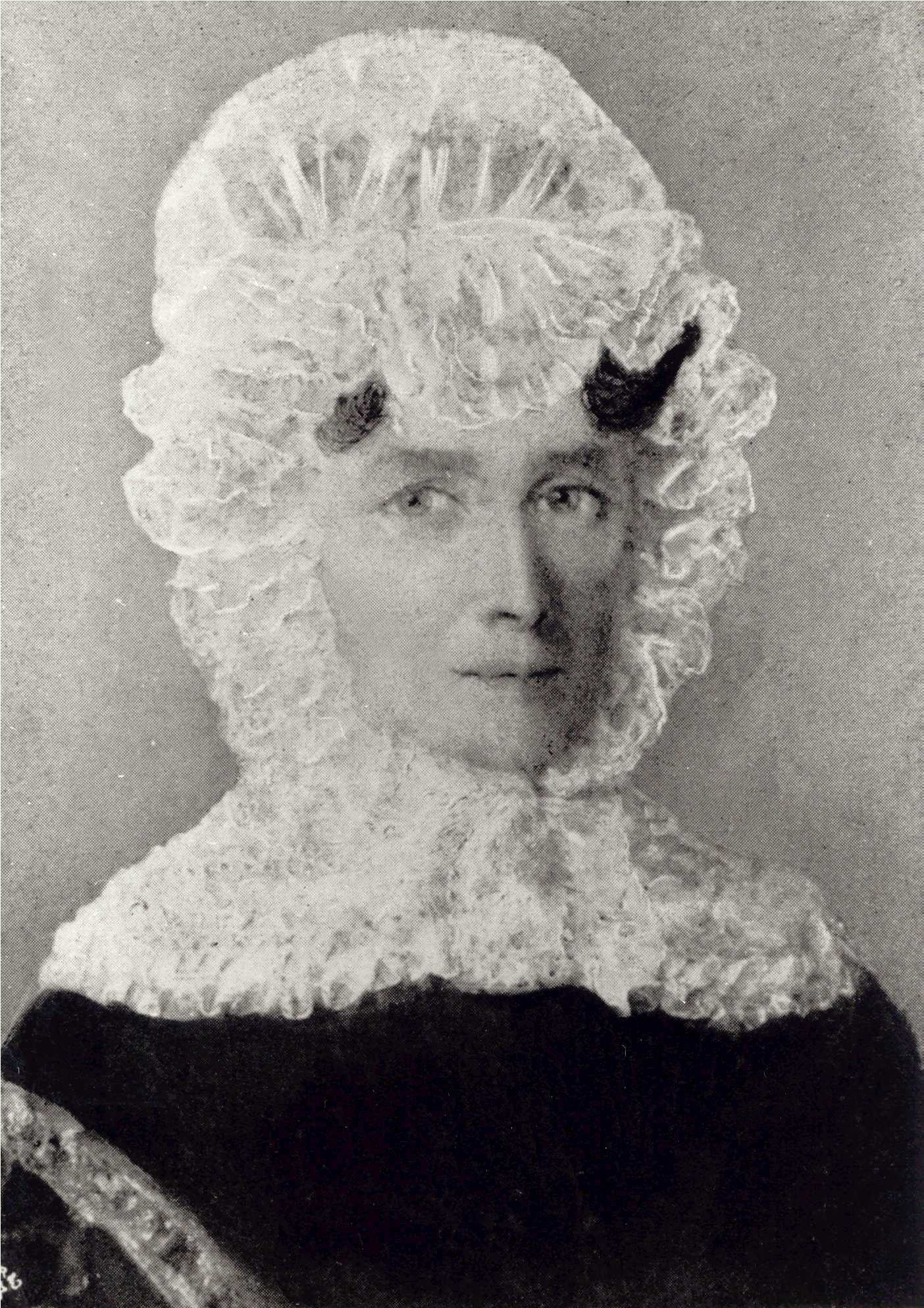
Justyna Chopin
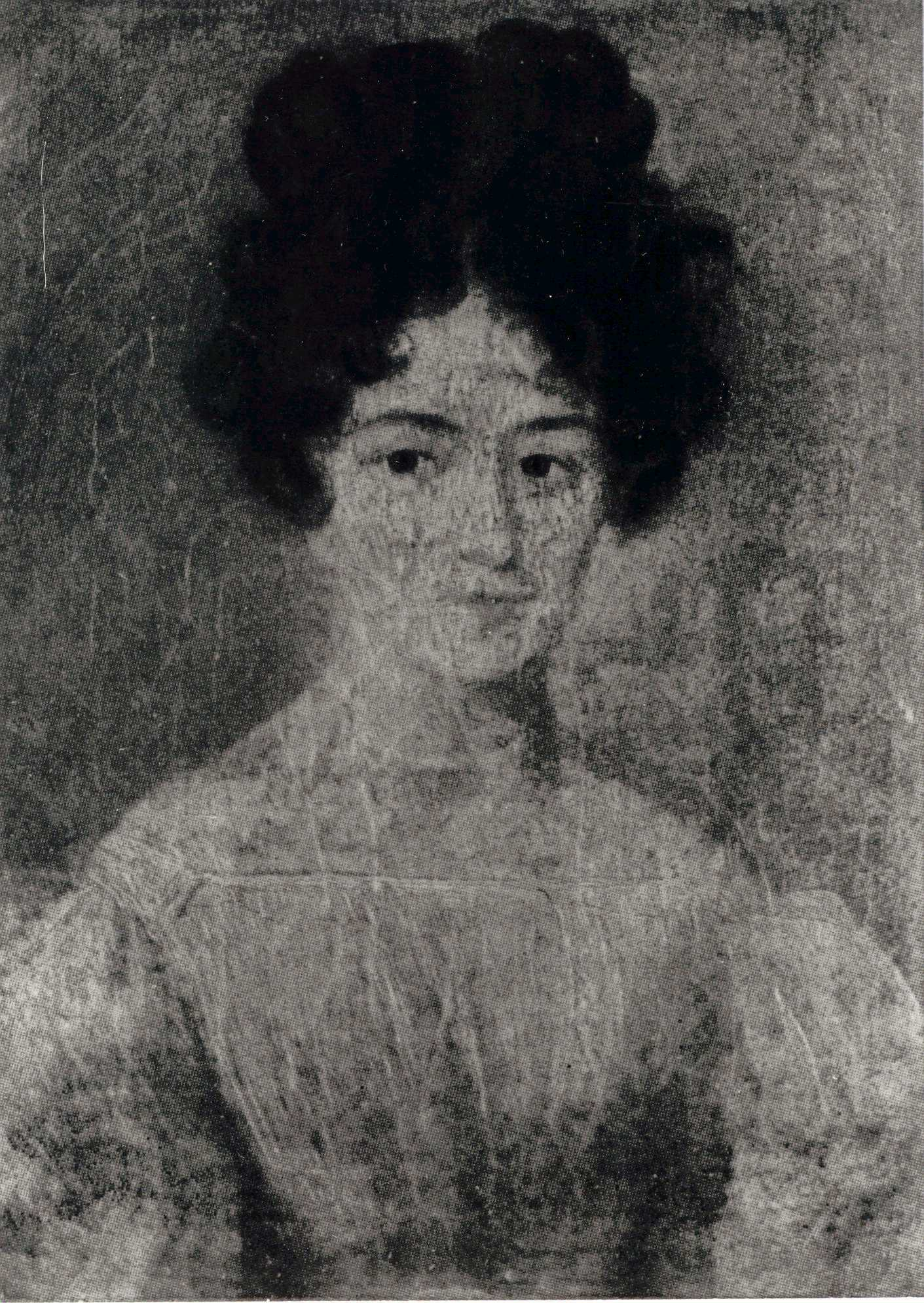
Ludwika Chopin
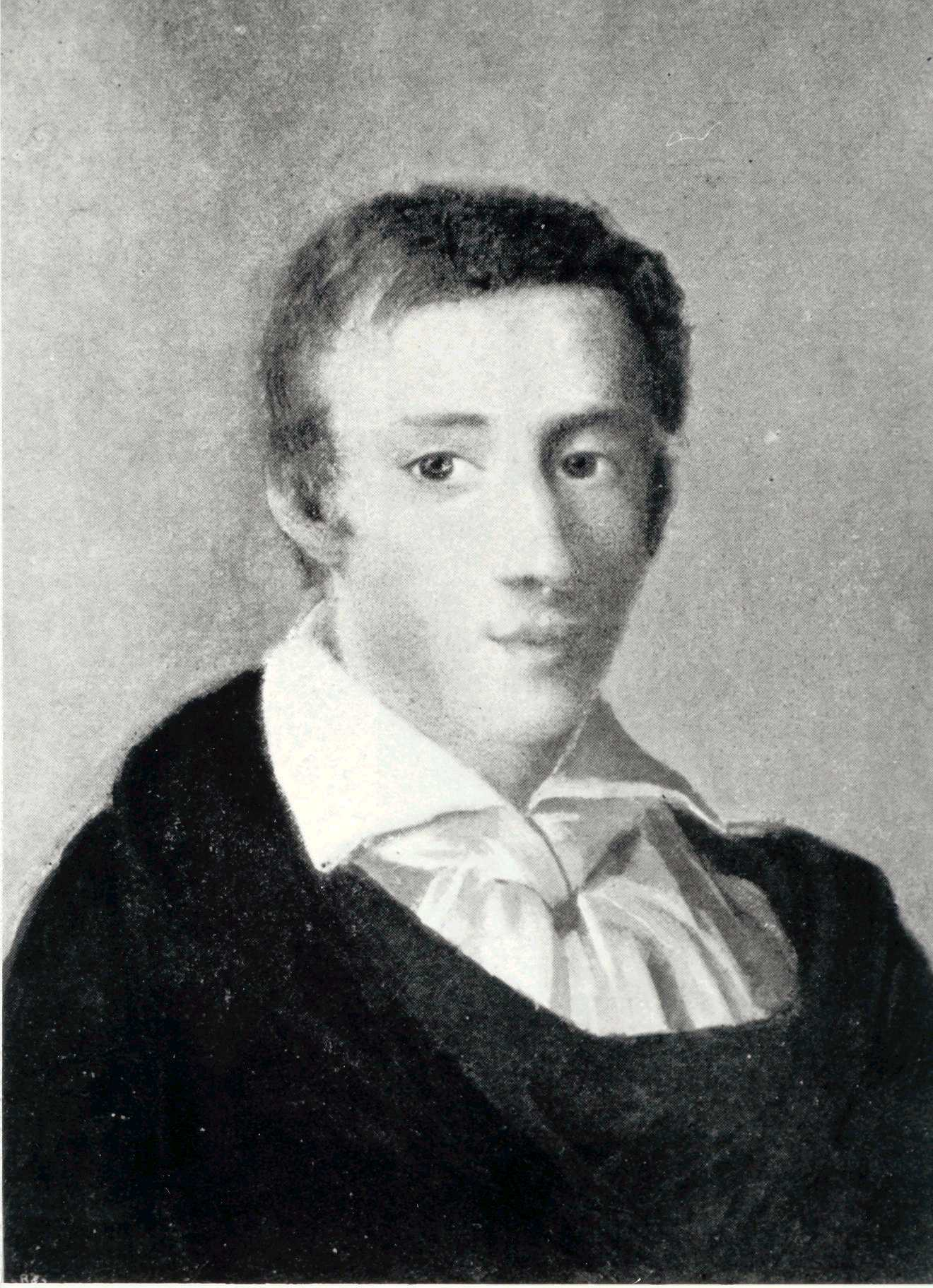
Fryderyk Chopin
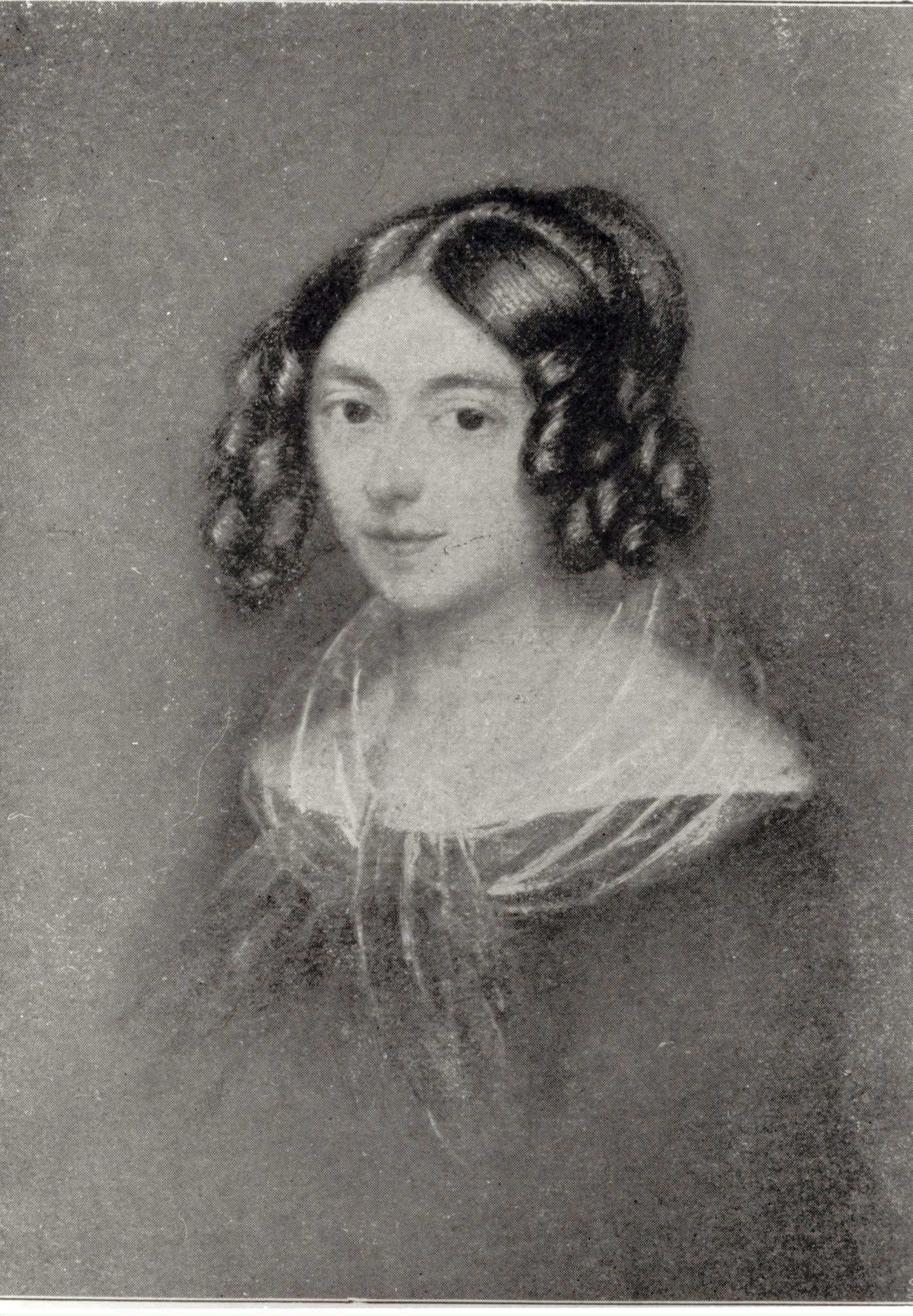
Izabela Chopin

Il gruppo di cinque ritratti del 1829 dei membri sopravvissuti della famiglia Chopin (la ragazza più piccola, Emilia, era morta per tubercolosi all'età di 15 anni nel 1827) furono dipinti circa un anno prima che Fryderyk lasciasse Varsavia e la sua terra natale per sempre nel novembre 1830.
Il ritratto del compositore a 19 anni fornisce prove iconografiche uniche dello stato della sua salute già così presto nella sua precoce carriera. Nel 1913 Édouard Ganche scrisse che il ritratto mostra "un giovane minacciato dalla tubercolosi. La sua pelle è molto bianca, ha il pomo d'Adamo pronunciato  e guance affondate, anche le sue orecchie mostrano la forma caratteristica dei tubercolotici". La sorella minore Emilia era già morta di tubercolosi nel 1827 e suo padre avrebbe fatto la stessa fine nel 1844.